# Viliam Gerik
Viliam Gerik (ur. 28 grudnia 1920 we wsi Slovenský Meder – obecnie Palárikovo, zm. 29 kwietnia 1947 w Pradze) – czechosłowacki spadochroniarz, służący w czasie II wojny światowej w czechosłowackiej armii na uchodźstwie, członek grupy desantowej Zinc.

## Życiorys
Ukończył 5 klas szkoły ludowej, a następnie 4 klasy szkoły powszechnej. Po zakończeniu nauki wykonywał lekkie prace, przed wybuchem wojny był zatrudniony w firmie Luxor w Bratysławie. W lutym 1940 postanowił opuścić Słowację i przez Węgry, Jugosławię, Grecję, Turcję i Syrię dostał się do francuskiego portu w Marsylii. W kwietniu zaciągnął się do armii czechosłowackiej i brał udział w walkach we Francji w szeregach 8. kompanii 1 pułku piechoty w Agde. Po klęsce Francji 12 lipca 1940 został ewakuowany do Wielkiej Brytanii. W Anglii dobrowolnie zgłosił się do służby w oddziałach specjalnych. Ukończył kurs spadochronowy i radiotelegraficzny. Od początku 1942 roku służył w wojskowej centrali radiowej w Woldingham, gdzie przyjmował i wysyłał depesze radiowe do okupowanej Czechosłowacji. Przez przełożonych był uważany za rzetelnego, odpowiedzialnego i inteligentnego, a jego zachowanie oceniano jako wzorowe.
Grupa desantowa Zinc została razem z grupą Out Distance zrzucona w nocy z 27 na 28 marca 1942 na teren protektoratu Czech i Moraw. Dowódcą desantu był porucznik Oldřich Pechal, trzecim członkiem grupy był plutonowy Arnošt Mikš, Gerik pełnił w grupie funkcję telegrafisty. Z powodu błędu nawigatora oddział, który miał zostać zrzucony na terenie pasma górskiego Chrziby, wylądował w pobliżu słowackiego miasta Gbely. Przed przekroczeniem granicy protektoratu grupa rozdzieliła się. Gerik z Mikšem przeszli przez nią w okolicy wsi Rohatec i odjechali pociągiem do wsi Buchlovice na umówiony adres. Stamtąd bezskutecznie próbowali nawiązać kontakt radiowy. Po spotkaniu z Pechalem uzgodnili, że Gerik z Mikšem udadzą się do Pragi. Gerikowi nie udało się nawiązać kontaktu z przedstawicielami lokalnego ruchu oporu i po dwudniowym okresie oczekiwania na Arnošta Mikša zgłosił się 4 kwietnia 1942 na komendę policji w Pradze, skąd natychmiast został przekazany do praskiej siedziby Gestapo. Tam przekazał przesłuchującym go funkcjonariuszom informacje na temat składu grup Zinc i Out Distance oraz punktów kontaktowych na Słowacji. Liczył, że jako Słowak zostanie wydany słowackim władzom, co jednakże nie nastąpiło. Zamiast tego został konfidentem Gestapo.
Zidentyfikował ciało Arnošta Mikša, który popełnił samobójstwo po walce z żandarmerią protektoratu, wydał też prawie wszystkie osoby, które udzieliły mu pomocy. Potwierdzono jego udział w szturmie cerkwi katedralnej Świętych Cyryla i Metodego, gdzie ukrywali się uczestnicy zamachu na Reinharda Heydricha, a potem w identyfikacji ich ciał. Wraz z Karelem Čurdą otrzymał nagrodę w wysokości 500.000 reichsmarek za pomoc w ich odnalezieniu przez nazistów. Pod koniec wojny próbował się wycofać ze współpracy z Gestapo, za co został aresztowany i zesłany do obozu koncentracyjnego w Dachau. Po wojnie został aresztowany i skazany przez czechosłowacki tymczasowy sąd ludowy na karę śmierci. 29 kwietnia 1947 o godz. 11.45 został powieszony na 12 minut przed Karelem Čurdą w więzieniu Pankrác.